# Bosc Comunal de Portè
El Bosc Comunal de Portè (oficialment en francès Forêt communale de Porté-Puymorens) és un bosc del terme comunal de Portè, a la comarca de l'Alta Cerdanya, de la Catalunya del Nord.
El bosc, força extens, de 5,31 km², està situat en el sector sud-oriental de la comuna, en el vessant sud de la riba esquerra del Riu de Querol, en el vessant nord del Punxó, la Serra de Bac d'Hortell i la Serra de la Portella de Bac d'Hortell.
El bosc està sotmès a una explotació gestionada per la comuna de Portè, atès que es bosc és propietat comunal. Té el codi F16221W dins de l'ONF (Office national des forêts).